# Найкращий друг
Найкращий друг — комедійний фільм 2000 року.

## Сюжет
Абі та Роберт найкращі друзі. Одного разу вони опиняються в одному ліжку, після чого Абі вагітніє. Вони вирішують ростити дитину разом, хоча кожний при цьому зберігає право на особисте життя (Роберт - гей). Через 6 років Абі закохується в Бена та збирається переїхати з ним (та сином) до іншого штату. Роберт категорично проти та починає судову справу про опіку над сином...